# Zakupne (stacja kolejowa)
Zakupne (ukr. Закупне) – stacja kolejowa w miejscowości Zakupne, w rejonie kamienieckim, w obwodzie chmielnickim, na Ukrainie. Położona jest na linii Jarmolińce – Husiatyn.
Przystanek istniał w okresie międzywojennym. Był wówczas ostatnim przystankiem na linii położonym w Związku Sowieckim, przed granicą z Polską. W późniejszym okresie rozbudowany do stacji.